# Полиция Нью-Йорка (телесериал)
«Полиция Нью-Йорка» (англ. NYPD Blue) — американская телевизионная драма о полиции Нью-Йорка, вымышленного пятнадцатого участка на Манхэттене. В каждом эпизоде переплетаются несколько сюжетов с участием всего актёрского ансамбля.
Телешоу было создано продюсерами Стивеном Бочко и Дэвидом Милчем. На его создание Милча вдохновила дружба с Биллом Кларком, в прошлом офицером нью-йоркского департамента полиции, который в конечном счёте стал одним из продюсеров этого телепроекта. Съёмками заведовали студии 20th Century Fox Television и Steven Bochco Productions.
Сериал шёл на телеканале ABC с 21 сентября 1993 года по 1 марта 2005 года. Считается самым продолжительным «часовым» сериалом на ABC.

## В ролях
| Персонаж           | Статус            | Появление в сериале | Актёр              |
| ------------------ | ----------------- | ------------------- | ------------------ |
| Энди Сиповиц       | детектив, сержант | 1993—2005           | Деннис Франц       |
| Джон Келли         | детектив          | 1993—1994           | Дэвид Карузо       |
| Бобби Симоне       | детектив          | 1994—1998, 2004     | Джимми Смитс       |
| Дэнни Соренсон     | детектив          | 1998—2001           | Рик Шредер         |
| Джон Кларк-младший | детектив          | 2001—2005           | Марк-Пол Госселаар |
| Дайан Рассел       | детектив          | 1995—2003           | Ким Дилейни        |
| Грег Медавой       | детектив          | 1993—2005           | Гордон Клэпп       |
| Болдуин Джонс      | детектив          | 2000—2005           | Генри Симмонс      |
| Джон Ирвин         | администратор     | 1995—2005           | Билл Брочтрап      |
| Артур Фэнси        | капитан           | 1993—2001           | Джеймс МакДэниэл   |
| Джеймс Мартинес    | сержант           | 1993—2000           | Николас Туртурро   |
| Сильвия Костас     | прокурор          | 1993—1999, 2005     | Шэрон Лоуренс      |
| Тони Родригес      | лейтенант         | 2001—2004           | Эсай Моралес       |
| Дженис Ликалси     | полицейская       | 1993—1994           | Эми Бреннеман      |
| Томас Бейл         | лейтенант         | 2004—2005           | Карри Грэм         |
| Лаура Мерфи        | детектив          | 2004—2005           | Бонни Сомервилл    |
| Лаура Майклс       | прокурор          | 1993—1994           | Шерри Стрингфилд   |
| Эдди Гибсон        | сержант           | 1994—2004           | Джон Ф. О'Донохью  |
| Рита Ортис         | детектив          | 2001—2005           | Жаклин Обрадорс    |
| Валери Хейвуд      | прокурор          | 2001—2004           | Гарсел Бове        |
| Конни Макдауэлл    | детектив          | 2001—2004           | Шарлотта Росс      |
| Эдриан Лесняк      | детектив          | 1994—1996           | Жюстин Мичели      |
| Джилл Киркендалл   | детектив          | 1996—2000           | Андреа Томпсон     |
| Донна Абандандо    | администратор     | 1993—1996           | Гейл О’Грэйди      |

## Сюжет
Телесериал был первоначально завязан на истории 15-го участка полиции Нью-Йорка и персонаже Дэвида Карузо. Таким образом Джон Келли стал главным героем первого сезона, и весь сюжет вращался вокруг него — его профессиональной и личной жизни. Во втором сезоне актёр покинул сериал, и с его уходом было принято решение не акцентировать внимание на одном герое. Однако со временем Деннис Франц, в роли детектива Энди Сиповица, ветерана полиции Нью-Йорка, превратился в ведущего актёра сериала. Его значение как наставника детективов росло от серии к серии. Основными партнёрами Франца со второго сезона и далее стали Джимми Смитс, как детектив Бобби Симоне (1994—1998), Рик Шрёдер, как детектив Дэнни Соренсон (1998—2001), и Марк-Пол Госселаар, как детектив Джон Кларк-младший (2001—2005). Каждый из них был в своё время напарником Сиповица, тем самым оживляя сюжет необходимостью постоянно «притираться» с более молодым коллегой.

### Первый сезон
Джон Келли и Энди Сиповиц работают детективами 15-го участка. Сиповиц является старшим партнёром, но его пьянство ставит под угрозу их взаимоотношения. Келли искренне привязан к своему напарнику, но безответственное поведение Сиповица его всё больше раздражает. В пилотной серии с Сиповица снято подозрение за то, что из-за нанесённого оскорбления он полез в драку. Он решает протрезветь и сохранить работу.
Пока его напарник лечится от алкогольной зависимости Келли работает с лейтенантом Артуром Фэнси и с молодым полицейским по борьбе с преступностью Джеймсом Мартинесом. Личная жизнь Келли — бурная: он переживает развод с женой Лорой и заводит отношения с коллегой Дженис Ликасли. Ещё более ситуация осложняется тем, что Ликасли должны подставить Келли по приказу мафиозного босса Анджело Марино, который ей приплачивает за оказанные услуги. Но вместо этого Ликасли убивает Марино, за что преследуется мафией, и втягивает в разборку Келли.
Сиповиц, тем временем бросив пить, начинает отношения с Сильвией Костас. В то же время Грег Медавой приводит в участок Донну Абандано.

### Второй сезон
Ликасли признана виновной в убийстве Марино и его водителя; ей дают два года заключения. Из-за причастности Келли к делам Ликасли, его переводят из 15-го участка и он, в свою очередь, решает оставить отдел насовсем. Его заменил Бобби Симоне — вдовец, работавший ранее водителем комиссара полиции. Это не устраивало Сиповица, но со временем он принимает своего нового напарника, и приглашает его стать шафером на предстоящей свадьбе с Сильвией.
У Симоне случается роман с журналисткой, которая использует его как информатора для написания статьи. Впоследствии он начинает встречаться со своей коллегой — Дианой Рассел. Сиповиц, будучи сам алкоголиком, распознаёт в поведении Рассел те же проблемы, что и у себя. После долгих уговоров, она сама решается пройти курс антиалкогольного лечения. Отношения между Донной и детективом Медавоем пошатываются.

### Третий сезон
В начале сезона выясняется, что Сильвия беременна от Энди. Мальчик Тео родился в конце сезона. Старший сын Сиповица — Энди-младший — вступает в полицию, но его убивают. Сиповиц ведёт следствие. Убийцу Энди-младшего застрелил Симоне.
Симоне и Рассел пытаются заново наладить свои отношения, но Диана снова начинает пить, когда её отец в очередной раз бьет её мать. Отец Рассел, в конце концов, становится главным подозреваемым в убийстве.
Джеймс Мартинес завязывает роман с новым детективом Эдриан Лесняк, однако её поведение вызывает нарекания, что приводит к её уходу из отдела. Медавой оставляет свою жену, но слишком поздно для того, чтобы спасти свои отношения с Донной.

### Последующие сезоны
В последующих двух сезонах есть несколько изменений в ролях: Донну заменяют, на смену ей приходит Джина Колон, которую играет Лурдес Бенедикто. Впоследствии она выходит замуж за Мартинеса. Появляется новый детектив — Джилл Киркендалл, которую играет Андреа Томпсон, ставшая напарницей Расселл. Сиповиц борется с раком простаты. Развиваются отношения Симоне и Расселл, которая признаётся, что подвергалась сексуальному насилию со стороны отца.
Шестой сезон становится поворотным пунктом в истории сериала. Смитс решает не продлевать свой контракт и уходит из сериала. Исчезновение его героя — Симоне — объясняется серьёзным заболеванием сердца, которое было выявлено вскоре после его женитьбы на Расселл. Организм Симоне отторгает пересаженное сердце. Симоне сменил детектив Дэнни Соренсон. В течение шестого сезона произошли два других смертельных инцидента: от передозировки героина умирает Долорес Майо (её играет Лола Глодини), а Костас убивают в здании суда. В смерти Майо обвиняют её обезумевшего отца. Последние слова Костас: «Береги ребенка».
На протяжении показа седьмого и восьмого сезонов продолжают развиваться отношения между Сиповицем и Соренсоном. Команда 15-го участка постепенно меняется: уходят Киркендалл, Мартинес, Фэнси (как командир отделения — на повышение). Рассел взяла отпуск, пытаясь справиться с потерей Симоне. Новыми героями стали детективы Болдуин Джонс, которого играет Генри Симмонс, и Конни Макдауэлл, которую играет Шарлотта Росс. В роли лейтенанта Тони Родригес выступил Эсай Моралес. В конце восьмого сезона Соренсон вербует владельца стрип-клуба, чтобы он предоставлял информацию. В финале Соренсон идет на обговорённую встречу с осведомителем и исчезает без вести. Характер Соренсона убирают в начале девятого сезона по просьбе Шрёдера, который хотел проводить больше времени со своей семьей в штате Монтана.
Заключительный этап сериала объединяет последние четыре сезона. В дополнение к сюжетной линии исчезновения Соренсона в девятый сезон будут включены эпизоды, осмысливающие теракты 11 сентября 2001 года. Появляется ещё один новый детектив — Рита Ортис, которую играет Жаклин Обрадорс. Основное внимание уделяется Сиповицу, как главному герою. Последние несколько эпизодов связаны с предстоящим выходом на пенсию детектива Медавоя и попыток Сиповица сдать экзамен на сержанта.

### Заключительный эпизод
Двести шестьдесят первый и последний эпизод, «Moving Day», вышедшей в эфир 1 марта 2005 года, положил конец двенадцатилетнему показу телесериала. Режиссёром выступил Марк Тинкер, сценарий написали Билл Кларк, Стивен Бочко и Уильям Финкельштейн. Эпизод изображает ещё один обычный день на работе, с Сиповицом в качестве нового руководителя команды. В финальной сцене, предыдущий командир отряда лейтенант Бэйл желает Сиповицу удачи в его новой должности, осматривает свой старый офис и говорит: «Это твоё». В конце детективы выходят, один за другим, прощаясь со своим начальником. Последним выходит Джон Кларк с фразой «Спокойной ночи, босс». Сиповиц занимается бумажной работой за своим столом, а камера плавно перемещается через 15-й участок к двери.

## Особенности производства сериала
Основная производственная база сериала располагалась в районе Лос-Анджелеса. Нет каких-либо оснований полагать, что когда-либо в качестве реальной съёмочной площадки использовались улицы Нью-Йорке. Были сняты только общие планы Нью-Йорка, чтобы создать достоверно узнаваемый городской антураж.

### Съёмочная группа
- Стивен Бочко — исполнительный продюсер/автор идеи/сценарист
- Дэвид Милч — исполнительный продюсер/автор идеи/сценарист
- Стивен Де Пола — ответственный продюсер/директор
- Мэтт Олмстед — исполнительный продюсер/сценарист
- Николас Вуттон — исполнительный продюсер/сценарист
- Билл Кларк — исполнительный продюсер/сценарист
- Марк Тинкер — исполнительный продюсер/режиссёр
- Ханс Ван Доорневор — исполнительный продюсер
- Уильям М. Финкельштейн — исполнительный продюсер/сценарист
- Григорий Хоблит — исполнительный продюсер/режиссёр
- Леонард Гарднер — продюсер/сценарист
- Майк Пост — композитор
- Эдвард Роджерс — композитор

### Скандалы
С первых эпизодов в сериале показано больше сцен с обнажённой натурой, чем это было общепризнанно для национальных телеканалов США. Это побудило преподобного Дональда Уайлдмона, руководителя американской семейной ассоциации (AFA), назвать сериал «мягким порно» и дать объявление на страницах крупнейших газет, предлагая зрителям бойкотировать шоу. Пятьдесят семь из 225 филиалов АВС убрали телесериал из показа (на них приходилось около 10-15 % потенциальной аудитории). Однако общенациональные рейтинги просмотров демонстрировали успех, что побудило большинство филиалов и рекламодателей положить конец своей оппозиции. К концу первого сезона протестам со стороны AFA были противопоставлено признание телесериала среди зрителей и критиков: рейтинг «Top 20», куда входят лучшие двадцать телешоу года, рост количественных показателей аудитории, 26 номинаций премии «Эмми» и награды зрительских симпатий. Так, Деннису Францу была вручена «Эмми» как лучшему актёру драматического телесериала (за первый сезон), а второй сезон получил «Эмми» как лучший драматический телесериал.
В 2005 году Л. Брент Бозелл III рассказал «Time», что «обнажёнка» в сериале послужила поводом для того, чтобы установить ограничения от Телевизионного совета родителей, в котором он занимал пост президента с 1995 по 2006 год. Совет напрямую подверг критике несколько эпизодов шоу, обвинил в пошлости и подал жалобу в Федеральную комиссию по связи по поводу использования нецензурной лексики в нескольких эпизодах, показанных в эфир в начале 2003 года. В середине десятого сезона в сериале наблюдалось заметное увеличение употребления ненормативной лексики и насилия по сравнению с другими показами прайм-тайма, шедшими на телевидении с конца 1990-х до начала 2000-х годов. Комиссия постановила, что язык в эпизодах неприличен, но решила не штрафовать ABC, поскольку в случае признания непристойностей автоматически следуют штрафные санкции. Однако 25 января 2008 года комиссия всё-таки оштрафовала ABC на $ 1,4 млн за эпизод «Обнажённое пробуждение», который впервые вышел в эфир 25 февраля 2003 года. Штраф в конечном итоге отклонён апелляционным судом США 6 января 2011.
Дэвид Милч, один из создателей и руководящий сценарист сериала, слыл противоречивой фигурой, пока занимался выпуском шоу в течение семи лет. Его склонность откладывать или вносить изменения в производство на последней минуте (как и его зависимость от наркотиков и алкоголя) способствовали созданию напряжённости на съёмочной площадке. Тем не менее, несмотря на возникавшие разногласия, Милча, как правило, называют одним из главных творцов телесериала. Он получил две премии «Эмми» (за сценарии и как исполнительный продюсер) и выдвигался ещё на десять различных номинаций.

## Трансляция
| Сезон        | Премьера          | Финал        | Эпизоды | Временной интервал |
| ------------ | ----------------- | ------------ | ------- | ------------------ |
| Первый       | Сентябрь 21, 1993 | Май 17, 1994 | 22      | Вторник в 22:00    |
| Второй       | Октябрь 11, 1994  | Май 23, 1995 | 22      | Вторник в 22:00    |
| Третий       | Октябрь 24, 1995  | Май 21, 1996 | 22      | Вторник в 22:00    |
| Четвёртый    | Октябрь 15, 1996  | Май 20, 1997 | 22      | Вторник в 22:00    |
| Пятый        | Сентябрь 9, 1997  | Май 19, 1998 | 21      | Вторник в 22:00    |
| Шестой       | Октябрь 20, 1998  | Май 25, 1999 | 22      | Вторник в 22:00    |
| Седьмой      | Январь 11, 2000   | Май 23, 2000 | 22      | Вторник в 22:00    |
| Восьмой      | Январь 9, 2001    | Май 22, 2001 | 20      | Вторник в 22:00    |
| Девятый      | Ноябрь 6, 2001    | Май 21, 2002 | 22      | Вторник в 21:00    |
| Десятый      | Сентябрь 24, 2002 | Май 20, 2003 | 22      | Вторник в 21:00    |
| Одиннадцатый | Сентябрь 23, 2003 | Май 11, 2004 | 22      | Вторник в 21:00    |
| Двенадцатый  | Сентябрь 21, 2004 | Март 1, 2005 | 20      | Вторник в 21:00    |

Согласно рейтингу Nielsen премьеру сериала «Полиция Нью-Йорка» в 1993 году посмотрело 22,8 миллионов зрителей. Финальный эпизод в 2005 году собрал аудиторию свыше 16 миллионов человек.

## DVD-релизы
20th Century Fox Home Entertainment выпустила первые четыре сезона «Полиции Нью-Йорка» на DVD. Все сборники содержат оригинальные записи. После выхода четвертого сезона в 2006 году новых боксов пока не выпускалось.
| Название DVD           | Эпизоды | Даты выхода     | Даты выхода     | Даты выхода     | Дополнительные материалы |
| Название DVD           | Эпизоды | Регион 1        | Регион 2        | Регион 4        | Дополнительные материалы |
| ---------------------- | ------- | --------------- | --------------- | --------------- | --- |
| Полный первый сезон    | 22      | 18 марта 2003   | 19 мая 2003     | 17 июня 2003    | - Аудиокомментарий одного эпизода на каждом диске - «Making Of Season 1» короткометражный фильм - «Love On NYPD Blue» короткометражный фильм - «Cast Blotter» короткометражный фильм - Сценарий до выхода, сравнения - В ролях/команда Биографии                                          |
| Полный второй сезон    | 22      | 19 августа 2003 | 6 октября 2003  | 17 февраля 2004 | - Аудиокомментарии - «Второй сезон: сезон перемен» короткометражный фильм - «Свадьба Белл Блюз» короткометражный фильм - Музыка Майк Сообщение короткометражный фильм - Сравнения сценария к выходу: «Соответствует Сиповицу Симоне», «Сильвия встретилась с Симоне» и «Симоне и Сиповиц» |
| Полный третий сезон    | 22      | 21 февраля 2006 | 17 апреля 2006  | 29 мая 2006     | - Аудиокомментарий по трем эпизодам - Сезон Три — Обзор - «15-й участок» короткометражный фильм - «Отцы и дети» короткометражный фильм - «Женщины NYPD Blue» короткометражный фильм |
| Полный четвертый сезон | 22      | 20 июня 2006    | 14 августа 2006 | 21 августа 2006 | - Аудиокомментарии - «Через Объектив: Взгляд Полиции» короткометражный фильм - «Всегда впереди» короткометражный фильм |

## Награды
Прайм-тайм премия «Эмми»
- 1994 — в номинации «Лучший актёр в драматическом сериале» (Деннис Франц)
- 1995 — в номинации «Лучший драматический сериал»
- 1996 — в номинации «Лучший актёр в драматическом сериале» (Деннис Франц)
- 1997 — в номинации «Лучший актёр в драматическом сериале» (Деннис Франц)
- 1997 — в номинации «Лучшая актриса второго плана в драматическом сериале» (Ким Делани)
- 1998 — в номинации «Лучший актёр второго плана в драматическом сериале» (Гордон Клапп)
- 1999 — в номинации «Лучший актёр в драматическом сериале» (Деннис Франц)

«Золотой глобус»
- 1993 — в номинации «Лучший актёр в драматическом сериале» (Дэвид Карузо)
- 1993 — в номинации «Лучший драматический сериал»
- 1994 — в номинации «Лучший актёр в драматическом сериале» (Деннис Франц)
- 1995 — в номинации «Лучший актёр в драматическом сериале» (Джимми Смитс)

Премия Гильдии киноактёров США
- 1995 — в номинации «Лучший актёр в драматическом сериале» (Деннис Франц)
- 1995 — в номинации «Лучший актёрский ансамбль в драматическом сериале»
- 1997 — в номинации «Лучший актёр в драматическом сериале» (Деннис Франц)

Премия «Спутник»
- 1997 Приз за лучшую мужскую роль в драматическом сериале (Джимми Смитс)
- 1997 Приз за лучший драматический сериал

Премия критиков Ассоциации телевидения
- 1994 — в номинации «За выдающиеся достижения в области драмы»

Премия Гильдии продюсеров Америки
- 1993 — в телевизионной номинации «Продюсер года»

Премия Гильдии писателей Америки
- 1996 — в номинации «Лучший драматический эпизод»